# 洪思亮
洪思亮（1848年8月29日—?），安徽省安慶府懷寧縣人，清朝政治人物、進士出身。光緒三年（1877年），参加丁丑科殿試，登進士二甲第5名。同年五月，改翰林院庶吉士
洪思亮，字少竹，号景存，朗斋。道光二十八年农历戊申年八月初一出生（公历1848年8月29日）。为人儒雅，为官清廉，一生不置田产，提倡兴学，鼓励教育。
同治二十一年（农历癸酉年，公历1873年）以癸酉科选拔第一名，进入国子监学习。同年，以本名洪均参加乡试，考中第五十一名。后来，仰慕清乾隆年名士洪亮吉的为人，刚正不阿，敢于直言，遂改名思亮。光绪三年，即农历丁丑年（公历1877年），以洪思亮之名，中会试第六十三名后，保和殿复试中一等第九名。最后，殿试中二甲五名，钦点翰林院庶吉士，任翰林院编修，时年29岁。 光绪六年四月散馆授职编修。光绪八年八月，充顺天乡试同考官。光绪九年十月充国史馆协修官。光绪十年正月，充正红旗官学考校官。
光绪十五年十月，充本衙门撰文。光绪十六年三月，充会试同考官。同年十二月，充功臣馆纂修官。光绪二十年，京察一等吏部带领引见，奉旨记名以道府用。八月，充顺天府乡试同考官。同年十一月三十日，奉旨补授浙江杭州府遗缺知府。光绪二十七年（1897年），任衢州知府，鼓励教育，地方兴学，并为当时的“正谊书院”（即今衢州第一中学） 题字“敦品力学'，后成为该校的校训，直至今日。洪思亮后受衢州教案牵连，革职回乡，居安庆。后出任安徽高等学堂监督。并于宣统三年九月（公历1911年）出任安徽都督府民政司长。
洪思亮卒于1917或1918年，享年70。
父亲洪啟镛，母张氏，山东泰安县主簿张兆蘭之女。家中三个胞姐，是洪啟镛唯一的儿子。娶妻毛氏，育九子五女。其中三、四、六、七子早夭。第五子洪逵，字芰舲，民国时期出任上海图书馆馆长。第五女嫁翰林世家赵扬庭（赵曾重之子），程门儒伶赵荣琛之母。八子洪迥，字玉林，抗战前出任南京裕华盐业公司副总经理。光绪六年四月，散館后，授翰林院編修。